# Titularbistum Citium
Citium (ital.: Cizio) ist ein Titularbistum der römisch-katholischen Kirche. 
Es geht zurück auf einen früheren Bischofssitz in der Stadt Kition (später Larnaka) auf Zypern. Das Bistum gehörte der Kirchenprovinz Salamis an.
| Titularbischöfe von Citium |                              |                                         |                   |                   |
| Nr.                        | Name                         | Amt                                     | von               | bis               |
| 1                          | Biagio D’Agostino            | Weihbischof in Termoli (Italien)        | 15. Dezember 1951 | 14. Mai 1954      |
| 2                          | Robert Francis Joyce         | Weihbischof in Burlington (USA)         | 8. Juli 1954      | 29. Dezember 1956 |
| 3                          | James Vincent Casey          | Weihbischof in Lincoln (USA)            | 5. April 1957     | 14. Juni 1957     |
| 4                          | Martin Walter Stanton        | Weihbischof in Newark (USA)             | 27. Juni 1957     | 1. Oktober 1977   |
| 5                          | Paul Edward Waldschmidt CSC  | Weihbischof in Portland in Oregon (USA) | 28. November 1977 | 20. Oktober 1994  |
| 6                          | Francisco Gil Hellín         | Kurienbischof                           | 3. April 1996     | 28. März 2002     |
| 7                          | Oscar Omar Aparicio Céspedes | Weihbischof in La Paz (Bolivien)        | 29. Mai 2002      | 4. April 2012     |
| 6                          | Raymond Chappetto            | Weihbischof in Brooklyn (USA)           | 2. Mai 2012       |                   |